# Дивный (остров)
Дивный (фин. Neitonen — «девичий» или Ihmeellinen — «прекрасный») — небольшой островок в Ладожском озере; один из Оборонных (Емельяновых) островов Валаамского архипелага. Административно относится к Сортавальскому району Карелии Россия.
Название своё получил, потому что он «так дивно от премудрого Создателя устроенный, что имеет вид неприступной крепости, плавающей среди вод». Сам остров представляет собой практически неприступные скалы, отвесно уходящие в глубины Ладоги, плоская вершина острова покрыта буйной растительностью.

## История
Издревле в Валаамских монастырских хрониках упоминается «как языческое капище». С Дивным островом связано валаамское предание, что здесь сохранились от «времён апостольских» загадочные «кромлехи» — каменные круги. Остров расположен неподалёку от входа в бухту Дивную, где близ озера Хирмулампи (фин. «ужасное», ныне — Крестовое) якобы проходили языческие обряды.
В XV веке монахи Валаамского монастыря освятили это место и в центре Дивного соорудили пятиметровый крест.
На русских картах иногда можно встретить финское название острова — Девичий (neitonen).